# Marek Rocławski
Marek Rocławski (ur. 2 sierpnia 1959 w Lęborku) – polski chórmistrz, kompozytor muzyki chóralnej, profesor sztuk muzycznych, prorektor Akademii Muzycznej im. Stanisława Moniuszki w Gdańsku (od 2012).

## Życiorys
Od dzieciństwa związany z amatorskim ruchem chóralnym – śpiewał w wielu zespołach. Absolwent (1978) I Liceum Ogólnokształcącego im. Króla Jana III Sobieskiego w Wejherowie. W 1983 ukończył z wyróżnieniem studia na Wydziale Dyrygentury Chóralnej Akademii Muzycznej w Gdańsku, a następnie rozpoczął pracę pedagogiczną na tejże uczelni. W latach 1983–1993 był dyrygentem chóru męskiego „Moniuszko” w Gdańsku, od 1985 jest kierownikiem artystycznym i dyrygentem chóru mieszanego „Cantores Veiherovienses” z Wejherowa. W latach 1994–2000 pracował również w Wyższej Szkole Pedagogicznej w Słupsku w Katedrze Wychowania Muzycznego na stanowisku profesora nadzwyczajnego, w latach 2006–2010 w Akademii Pomorskiej w Słupsku na stanowisku profesora wizytującego. W 2003 uzyskał tytuł profesora sztuk muzycznych, który odebrał 28 marca tego samego roku z rąk Prezydenta RP Aleksandra Kwaśniewskiego. Uczestniczył w wielu krajowych i zagranicznych seminariach i kursach dla dyrygentów (Marktoberdorf, Rottenburg, Legnica, Międzyzdroje, Poznań). Pracę naukową i pedagogiczną łączy z działalnością artystyczną. Wspólnie z chórem „Cantores Veiherovienses” brał dwukrotnie udział w Międzynarodowych Konkursach Kompozytorskich, zdobywając nagrody za wykonanie utworów konkursowych. Jest zapraszany do prac komisji kwalifikacyjnych oraz jury konkursów i festiwali chóralnych. Współpracuje z Polską Filharmonią Bałtycką i innymi instytucjami muzycznymi Wybrzeża Gdańskiego. Autor wielu publikacji z dziedziny muzyki w polskich czasopismach i opracowaniach naukowych. Od wielu lat związany z Ogólnopolskim Festiwalem Pieśni o Morzu w Wejherowie. Skomponował hejnał miasta Wejherowa, a także przygotował szereg kompozycji, opracowań na chór a cappella i z towarzyszeniem orkiestry.
Działa społecznie. Był członkiem Rady Programowej Muzeum Piśmiennictwa i Muzyki Kaszubsko-Pomorskiej w Wejherowie oraz wiceprezesem Akcji Katolickiej przy Parafii św. Leona Wielkiego. W latach 1998–2006 był radnym Rady Miasta Wejherowa.

## Pełnione funkcje w Akademii Muzycznej im. Stanisława Moniuszki w Gdańsku
- Dziekan Wydziału Dyrygentury Chóralnej, Edukacji Muzycznej i Rytmiki (2002–2008)
- Kierownik Katedry Dyrygentury Chóralnej (2008–2012)
- Prorektor ds. organizacyjnych i nauczania (od 2012)

## Odznaczenia
- Srebrny Medal „Zasłużony Kulturze Gloria Artis” (7 kwietnia 2025)[6]
- Złoty Krzyż Zasługi (4 lipca 2017)[7]
- Srebrny Krzyż Zasługi (27 września 2002)[8]
- Brązowy Medal „Zasłużony Kulturze Gloria Artis” (27 maja 2010)[9]
- Odznaka „Zasłużony Działacz Kultury”
- Odznaczenie „Pro Ecclesia et Populo”
- Złota Odznaka z Wieńcem Laurowym PZCHiO